# مای‌انیمه‌لیست
مای‌انیمه‌لیست (به انگلیسی: MyAnimeList) به اختصار (MAL)، یک وب سایت شبکه اجتماعی و فهرست نویسی انیمه و مانگا است که توسط داوطلبان اداره می‌شود. این سایت برای سازماندهی، رتبه‌بندی و امتیازگیری انیمه و مانگا سیستمی شبیه به لیست در اختیار کاربران می‌دهد. همچنین مای‌انیمه‌لیست کاربرانی که سلیقه مشابهی دارند را به هم می‌رساند و یک پایگاه بزرگ داده در مورد انیمه و مانگا فراهم می‌کند. از سال ۲۰۰۸، این سایت ادعا کرده که ۴٫۴ میلیون انیمه و ۷۷۵٬۰۰۰ ورودی مانگا دارد. در سال ۲۰۱۵، این سایت ماهانه ۱۲۰ میلیون بازدید کننده داشت.

## تاریخچه
مای‌انیمه‌لیست در نوامبر ۲۰۰۴ توسط Garrett Gyssler راه اندازی شد و تا سال ۲۰۰۸ فقط توسط وی نگهداری می‌شد. در ابتدا، این وب سایت انیمه لیست (AnimeList) نامیده می‌شد، اما به دنبال معروف شدن شبکه اجتماعی مای‌اسپیس که در آن زمان بسیار محبوب شده بود، Garret Gyssler تصمیم گرفت کلمه "My" را در آن بگنجاند.
در ۴ اوت ۲۰۰۸، سایت سرگرمی و سبک زندگی مردان CraveOnline متعلق به شرکت AtomicOnline سایت مای‌انیمه‌لیست را با مبلغی نامشخص خریداری کرد. در سال ۲۰۱۵، شرکت دینا اعلام کرد مای‌انیمه‌لیست را از CraveOnline خریداری کرده و آنها برای پخش انیمیشن بر روی سرویس از طریق Daisuki با Anime Consortium Japan همکاری خواهند کرد.
مای‌انیمه‌لیست در آوریل ۲۰۱۶ اعلام کرد که آنها بیش از ۲۰٬۰۰۰ قسمت انیمه را مستقیماً از کرانچی‌رول و هولو در سایت قرار داده‌اند.
در ۸ مارس ۲۰۱۸، مای‌انیمه‌لیست با همکاری Kodansha Comics و Viz Media، فروشگاه آنلاین مانگا را افتتاح کرد و به کاربران امکان خرید دیجیتال مانگا را از وب سایت داد. این سرویس در ابتدا در کانادا راه اندازی شد اما بعداً به ایالات متحده، انگلستان و چندین کشور انگلیسی زبان دیگر گسترش یافت.
به دنبال مشکلات امنیتی و حریم خصوصی، مای‌انیمه‌لیست برای چند روز در ماه مه و ژوئن ۲۰۱۸ غیرقابل دسترسی شد و سایت برای تعمیر و نگهداری آفلاین شد. همچنین API سایت هم غیرفعال شد. غیرفعال شدن API برای انطباق با برنامه GDPR اتحادیه اروپا انجام شد.
مای‌انیمه‌لیست در ژانویه ۲۰۱۹ توسط Media Do خریداری شد؛ بعد از خرید، اعلام شد که بر بازاریابی و فروش مانگاهای الکترونیکی جهت تقویت سایت تمرکز خواهد شد.

## ویژگی‌ها
مای‌انیمه‌لیست انیمه (انیمیشن ژاپنی)، aeni (انیمیشن کره ای) و donghua (انیمیشن چینی) را فهرست (لیست) می‌کند. همچنین مای‌انیمه‌لیست اطلاعاتی در مورد مانگا (کمیک ژاپنی)، مانهوا (کمیک کره ای)، manhua (کمیک چینی)، و همچنین dōjinshi (کمیک فن) و رمان سبک دارد. کاربران لیست‌ها را ایجاد می‌کنند و برای تکمیل آنها تلاش می‌کنند. کاربران می‌توانند نظرات توصیه‌ها و وبلاگ‌های خود را ارسال کنند، در انجمن شرکت کنند، باشگاه‌هایی ایجاد کنند تا با افراد با علایق مشابه متحد شوند و در آراس‌اس اخبار مربوط به انیمه و مانگا مشترک شوند. همچنین مای‌انیمه‌لیست چالش‌هایی برای کاربران جهت تکمیل لیست‌ها قرار م دهد.

### امتیازبندی
مای‌انیمه‌لیست به کاربران این امکان را می‌دهد تا انیمیشن و مانگای موجود در لیست خود را در مقیاس ۱ تا ۱۰ امتیاز دهند. سپس این نمرات جمع می‌شوند و هر نمایش در پایگاه از بهترین تا بدترین رتبه‌بندی می‌شود. رتبه نمایش با استفاده از فرمول زیر دو بار در روز محاسبه می‌شود:
{\displaystyle R={\frac {vS+mC}{v+m}}}
متغیر {\displaystyle v} مخفف کل آرا کاربران است، متغیر {\displaystyle S} برای میانگین امتیاز کاربر، متغیر {\displaystyle m} برای حداقل تعداد آرا مورد نیاز جهت گرفتن نمره محاسبه شده (تا امروز ۵۰ آرا نیاز است), و متغیر {\displaystyle C} برای میانگین امتیاز در کل پایگاه داده. فقط امتیازاتی که یک کاربر حداقل ۲۰٪ انیمه / مانگا را کامل کرده باشد، محاسبه می‌شود.
بعد از افزایش حساب‌های زاپاس برای نمره دهی به نمرات انیمه و مانگاها (که ممنوع است)، در ۱۲ فوریه سال ۲۰۲۰، مای‌انیمه‌لیست نحوه عملکرد سیستم امتیازدهی را به روز کرد. در نتیجه تمام امتیازات وب سایت مجدداً محاسبه شد و امتیازات نامشروع فیلتر شد.

### تماشای انیمه
در کنار امتیاز دهی، رتبه‌بندی و فهرست بندی انیمه، مای‌انیمه‌لیست قسمت‌های انیمه را جهت مشاهده به صفحه انیمه پیوند می‌دهد.

### فروشگاه مانگا
از مارچ 2018, مای‌انیمه‌لیست یک پایگاه داده بزرگ مانگا را مدیریت می‌کند و در یک فروشگاه، نسخه‌های الکترونیکی مانگا را برای فروش ارائه می‌دهد. سایت، اکثر ژانرهای مانگا را ارائه می‌دهند و مانگا را به گروه‌های مختلف فروش، درجه و ژانر انیمیشن جدیدی که در حال پخش است، طبقه‌بندی می‌کند. آنها همچنین رمان‌های کوتاه را می‌فروشند.